# Torpeda Mark 17
Torpeda Mark 17 – przeznaczony dla niszczycieli odpowiednik torpedy Mark 16. W roku 1929 w Naval Research Laboratory rozpoczęto program który w 1934 roku zakończył się opracowaniem „navolu” – skoncentrowanego roztworu nadtlenku wodoru w wodzie, celem zapewnienia źródła tlenu dla spalania alkoholu jako paliwa. Program opracowywanej na tej bazie torpedy Mark 17 został jednak przerwany atakiem na Pearl Harbor, i w efekcie pilną potrzebą produkcji torped istniejących typów. Program został reaktywowany 3 lata później. Wprowadzona do służby we flocie w roku 1945, została wycofana w 1950.